# Frans Walraevens
Frans Walraevens fue un deportista belga que compitió en tiro con arco, en la modalidad de arco recurvo. Ganó dos medallas en el Campeonato Mundial de Tiro con Arco al Aire Libre, bronce en 1935 y plata en 1937.

## Palmarés internacional
| Campeonato Mundial al Aire Libre | Campeonato Mundial al Aire Libre | Campeonato Mundial al Aire Libre | Campeonato Mundial al Aire Libre |
| Año                              | Lugar                            | Medalla                          | Prueba                           |
| -------------------------------- | -------------------------------- | -------------------------------- | -------------------------------- |
| 1935                             | Bruselas (Bélgica)               | Medalla de bronce                | Individual                       |
| 1937                             | París (Francia)                  | Medalla de plata                 | Equipo                           |